# بلال مبروك
بلال مبروك (مواليد 2 أغسطس 1984) هو لاعب كرة يد مصري شارك في دورة الألعاب الأولمبية الصيفية لعام 2008. 
أشقاؤه أشرف وحازم وحسين وإبراهيم وحسن لاعبو كرة يد دوليون.

## رابط خارجي
بلال مبروك على موقع أوليمبيديا (الإنجليزية)

- Belal Mabrouk at سبورتس رفرنس